# Bernard Oyharçabal
Beñat Oihartzabal Bidegorri (ou parfois en français Bernard Oyharçabal), né le 17 mars 1949 à Paris, est un écrivain de langue basque, linguiste spécialisé en syntaxe, morphologie, code-switching, directeur de recherche au CNRS et académicien à l'Académie de la langue basque.
Il est à la direction de plusieurs projets tels que ACOBA  (L'alternance codique chez les locuteurs bilingues bascophones), NORANTZ (Création d'un observatoire des nouveaux parlers basques) et HIPVAL (Histoire des populations et variation linguistique dans les Pyrénées de l'Ouest).
Ricardo Etxepare succède à Bernard Oyharçabal à la direction de IKER (Centre de recherche sur la langue et les textes basques) au début de l'année 2009. Il fait partie du comité de lecture de Lapurdum.

## Publications
Ouvrages
- Les relatives en Basque, 1985, 162 pages;
- Medikuntza antropologia, 1985, 93 pages;
- Étude descriptive de constructions complexes en basque: propositions relatives, temporelles, conditionnelles et concessives:, 1987, 759 pages;
- La pastorale souletine: édition critique de Charlemagne, 1991, 431 pages;

Traductions
- 1993: Gizarte-hitzarmena
- 1992: Sisyforen mitoa

Thèmes
- 2004: Oinarrizko Hizkuntzalaritza II
- 2003: Oinarrizko Hizkuntzalaritza II

Articles
- (en) The Basque Paradigm Genetic Evidence of a Maternal Continuity in the Franco-Cantabrian Region since Pre-Neolithic Times, Bernard Oyharçabal, Jasone Salaberria Fuldain,  The American Journal of Human Genetics, 2012, pp.1-8.
- 2003: P. Laffitteren sortzearen mendemugako biltzarra.
- 1999: Euskal gramatika: lehen urratsak V (Mendeko perpausak-1, osagarriak, erlatiboak, konparaziozkoak, ondoriozkoak).
- 1997: Euskal gramatika: lehen urratsak II (2. argitaraldia).
- 1991: Euskal gramatika: lehen urratsak I.
- 1991: Hitz-elkarketa/3.
- 1990: Euskal gramatika: lehen urratsak III.
- 1987: Euskal gramatika: lehen urratsak I-II (gai aurkibidea).
- 1987: Euskal gramatika: lehen urratsak II.
- 1986: Euskal sintaxiaren zenbait arazo.
- 1985: Euskal gramatika: lehen urratsak.
- 1985: Euskal gramatika: lehen urratsak I (berrargitalpena).